# Ruta del Cares

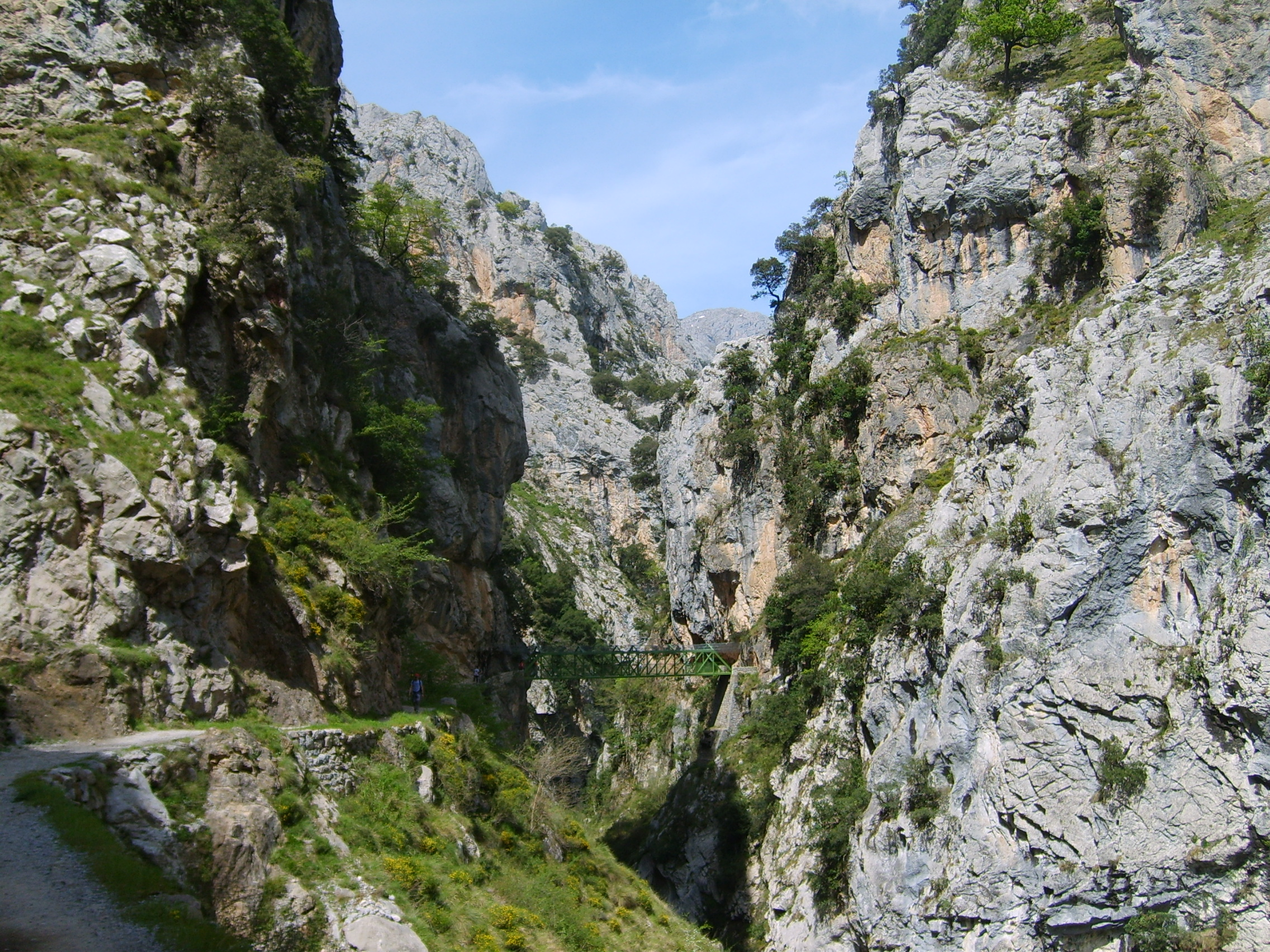
Vista del sendero

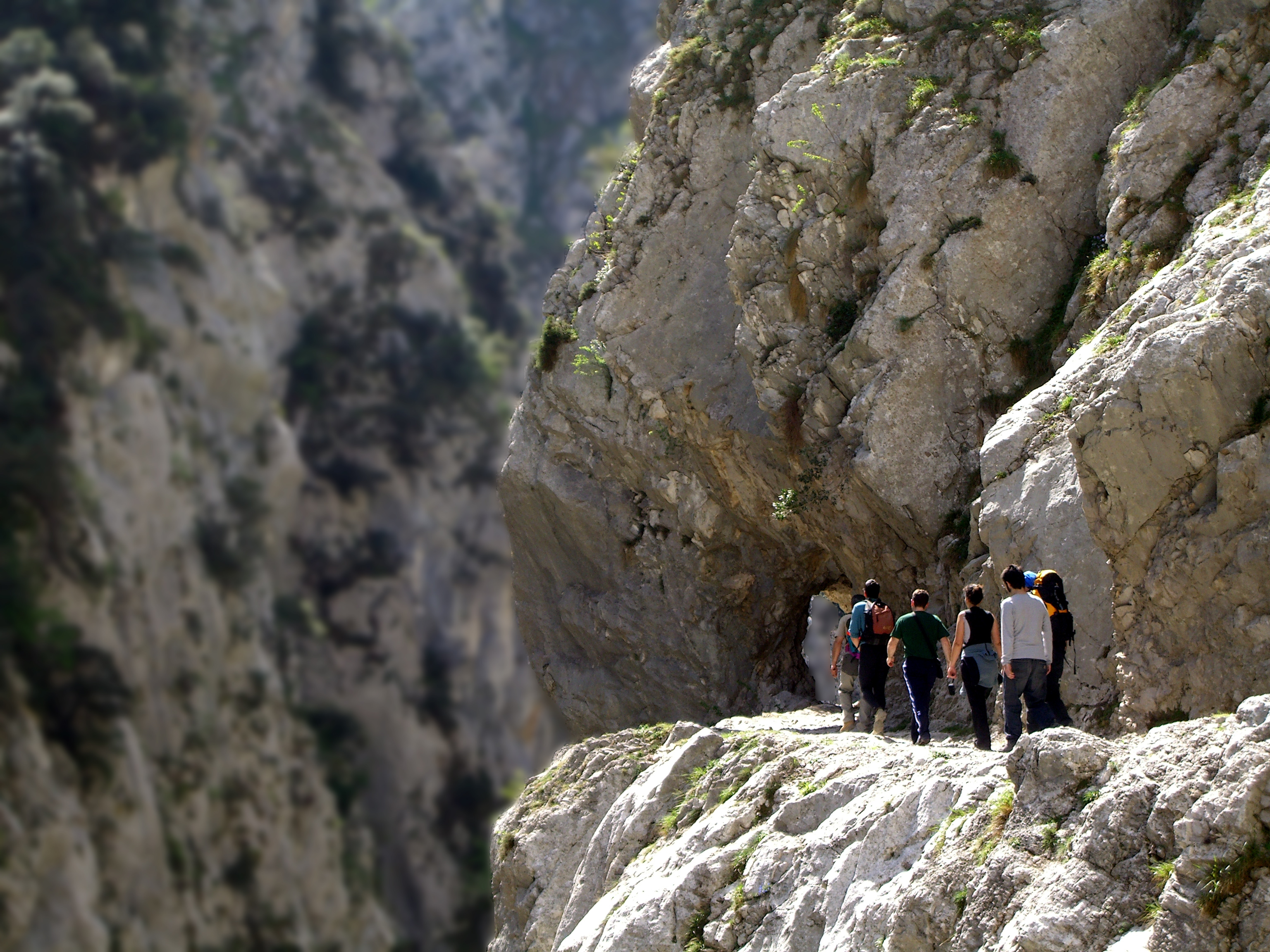
Senderistas en la ruta del Cares.

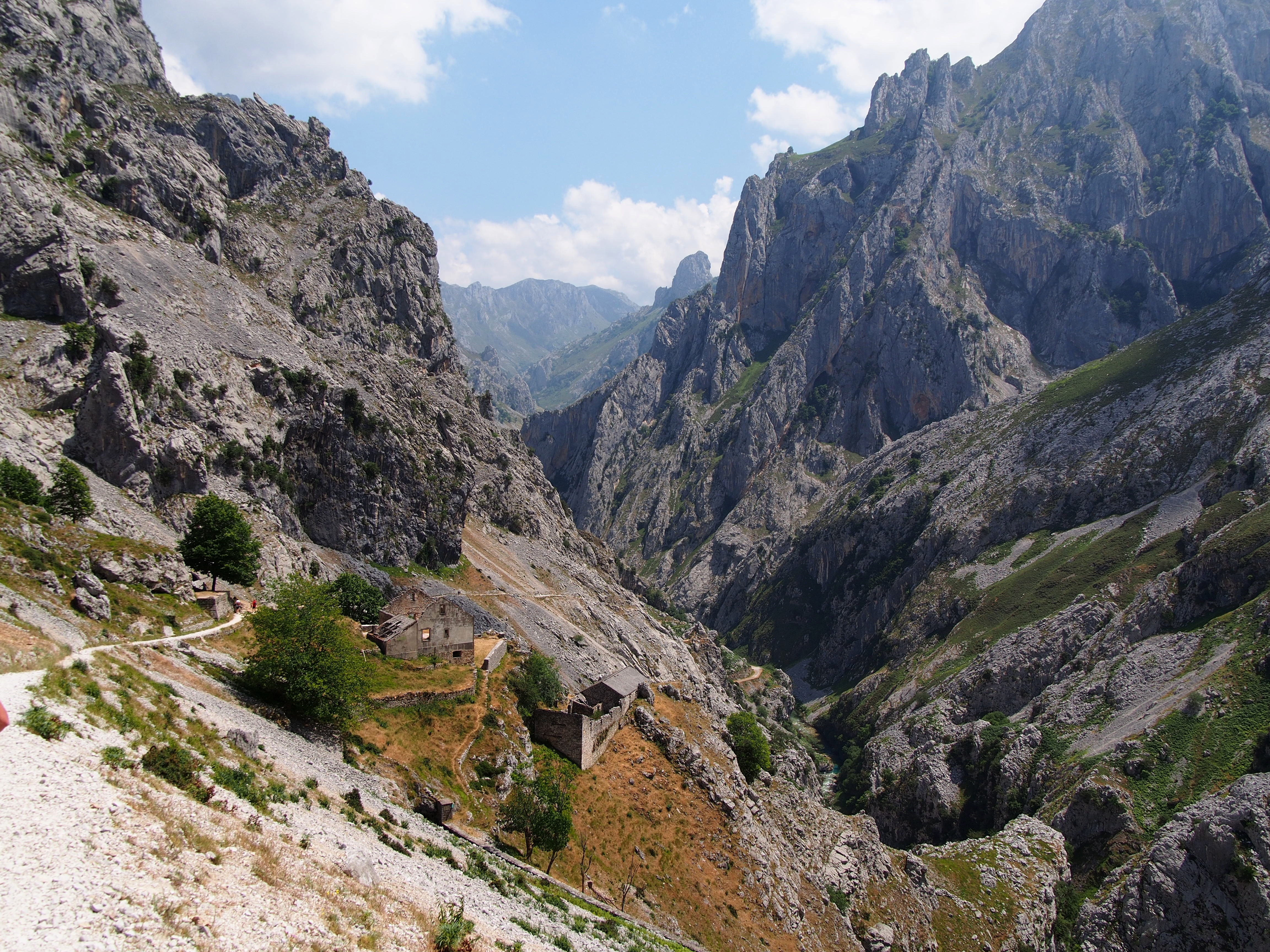
La senda llegando a Poncebos, bajando de Los Collaos

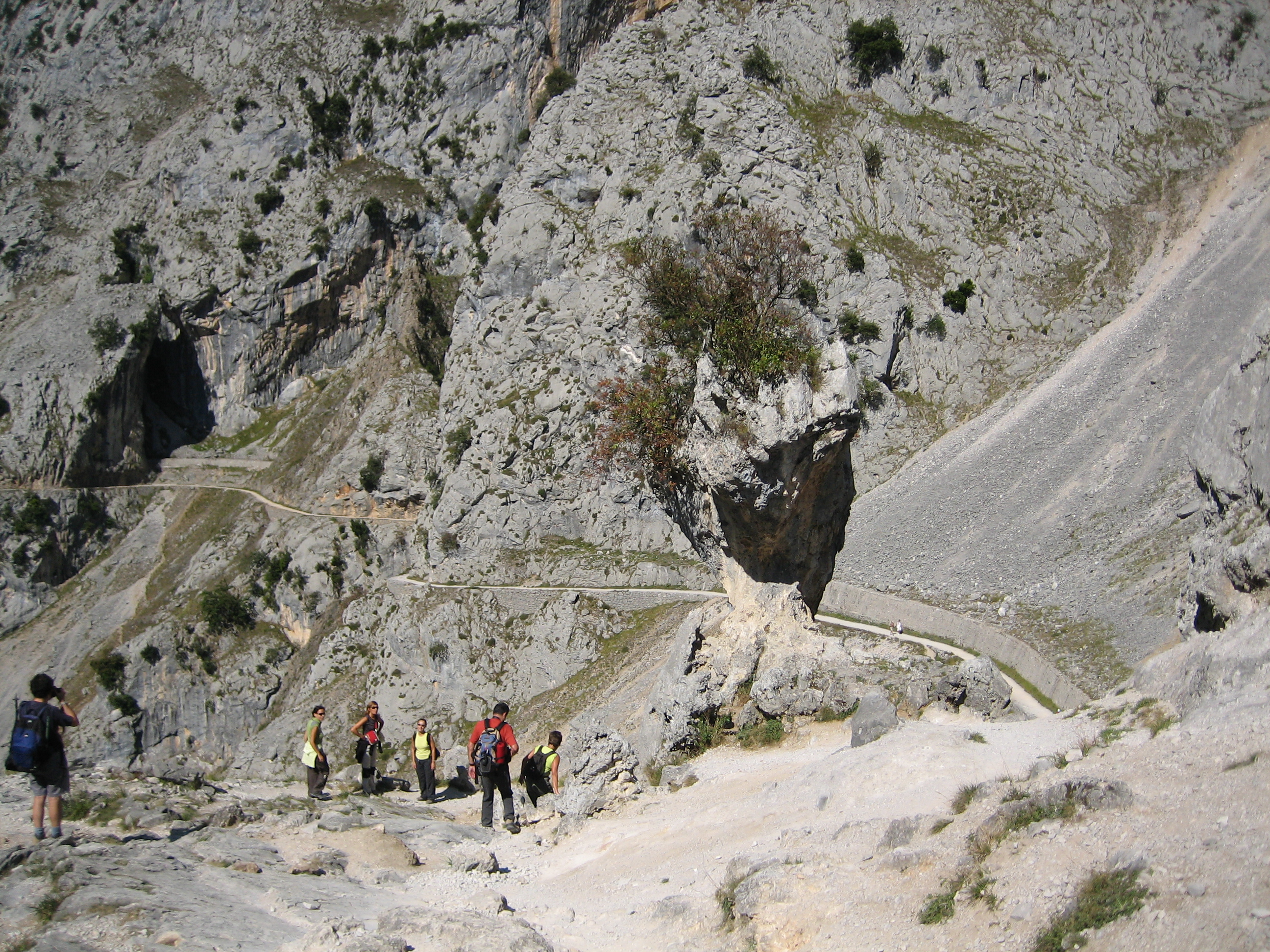
Curiosidad geológica: megalito en Los Collaos

La ruta o senda del Cares es una ruta de senderismo del norte de España ubicada entre la provincia de León y Asturias, en el parque nacional de los Picos de Europa —sendero de Pequeño Recorrido PR-PNPE 3— concretamente entre la localidad leonesa de Posada de Valdeón y el municipio asturiano de Poncebos. Es la ruta más concurrida de toda la cordillera Cantábrica. La ruta es parte de la antigua travesía que unía, siguiendo el profundo desfiladero que el corto río Cares ha tallado en el macizo, dos pequeños y remotos pueblos de montaña, el leonés de Posada de Valdeón y el asturiano de Poncebos. El sendero actual es el resultado del acondicionamiento y mejora en los años 1945-1950 de un camino que había sido construido para realizar un canal de alimentación de una pequeña central eléctrica inaugurada en 1921 en Camarmeña-Poncebos. Actualmente, una parte de la travesía, la que discurría entre Posada de Valdeón y Caín, ya puede hacerse por carretera -además de sendero- y por eso apenas es recorrida. La ruta más popular es el tramo de algo más de 12 km que corresponde a Caín-Poncebos (o Poncebos-Caín): discurre a media altura en la parte más agreste del desfiladero —también conocido como «la garganta divina»—, excavado en las paredes casi verticales de caliza gris, la mayor parte del tiempo sobrevolando peligrosos precipicios sin protección alguna. 
El espectacular entorno, la escasa altitud a la que discurre —que evita los rigores climáticos de las zonas altas— y el moderado desnivel de la senda la convierten en ideal para la práctica del senderismo y en uno de los caminos pedestres más bellos de España: en opinión de muchos, es la ruta peatonal más impresionante al alcance de cualquier persona sin experiencia en la montaña. De los más de dos millones de personas que anualmente visitan el parque nacional, se estima que la ruta del Cares es la que recibe la mayor afluencia, unos 300 000 visitantes.
La ruta se realiza habitualmente en un trayecto de ida y vuelta en el mismo día, partiendo desde ambos extremos, en un doble recorrido de unos 12 km y con una duración de 6-8 horas de caminata dependiendo de la marcha del senderista. Una caminata a buen ritmo permite hacer la ruta Poncebos-Caín en 2 horas y media. Una variante consiste en continuar hacia el sur hasta Posada, lo que supone un total de unos 21 km (solo ida) desde Poncebos. Existe la posibilidad de hacer el camino de vuelta desde Caín a Poncebos en vehículos 4x4 en un precioso recorrido que discurre por carreteras y pistas forestales. Se pasa por zonas de León, Asturias y Cantabria. La ruta la ofrecen varias empresas especializadas. El sendero no tiene ninguna dificultad técnica particular salvo no arrimarse en exceso al borde, aunque requiere un mínimo de forma física para caminar un día entero: es un lugar árido y muy caluroso en verano, sin puntos de descanso, por lo que es recomendable llevar comida y agua. Hay que prevenir la caída de piedras (estar atento si hay animales pastando por encima)y para evitar accidentes se recomienda la utilización de calzado adecuado. Incluso en días de niebla no tiene posibilidad de pérdida.

## Historia
Antes de la existencia de este camino, la única comunicación entre los dos pueblos de Poncebos y Caín de Valdeón era un recorrido de más de 100 km que bordeaba las montañas circundantes. La ruta era la única comunicación entre ambos pueblos durante las nevadas de invierno que bloqueaban los puertos de montaña que tenían que franquear por carretera (y que sustituyó a «la terrible y dificultosa senda que en varios trayectos se perdía», a la que Julián Delgado Úbeda dedicó emotivos párrafos de su libro El Parque Nacional de la Montaña de Covadonga). El entorno geológico está formado por gargantas muy profundas, precipicios y empinadas montañas rocosas casi inaccesibles e inhóspitas.
El primer camino del Cares se excavó en la roca entre 1915 y 1921, durante la construcción de un amplio canal destinado al suministro de agua de la cámara de carga de Camarmeña, desde donde por una doble conducción con una caída de 230 m se alimenta las turbinas de  la central hidroeléctrica de Poncebos. La orografía inaccesible de la garganta complicó mucho el trabajo de construcción, que requirió el uso de dinamita y de cuerdas de las que se descolgaban los trabajadores. Era entonces un camino estrecho destinado al mantenimiento del canal. Unas 500 personas participaron en la construcción del canal y del camino, muchos de ellos gallegos y la mayoría barrenistas, así como gentes de la zona; y 11 de ellas fallecieron en accidentes de trabajo, en particular por caídas en el vacío.
Luego, el camino se acondicionó y ensanchó entre septiembre de 1945 y junio de 1950, pasando a tener un ancho de un par  de metros. Participaron 45 obreros, de los que dos murieron en accidente.
En 2011, un tramo del acantilado se derrumbó al nivel de un túnel del camino, lo que ocasionó su cierre temporal y la posterior construcción de una pasarela en voladizo sobre el vacío para superar el desplome. El camino fue reabierto el 1 de julio de 2012.

## El río Cares
El río Cares es un corto río de montaña de apenas 54 km que discurre por la vertiente cantábrica de los Picos de Europa hasta desembocar en el río Deva a apenas diez kilómetros de la ría de Tina Mayor. Nace en lo alto del valle de Valdeón, en el municipio leonés de Posada de Valdeón (459 hab.) en las Hoyas de Freñana, a más de 1600 m, de la confluencia de varios manantiales de montaña que descienden de los picos Cebolleda (2044 m) y Gildar (2078 m). Primero sigue una dirección NE, pasando por las pequeñas localidades de Caldevilla de Valdeón (32 hab. en 2017), Soto de Valdeón (90 hab.) y Posada de Valdeón, la capital municipal donde recibe al río Pandetrave (o río/riega del Arenal) que desciende del puerto del mismo nombre y es donde comenzaba históricamente la ruta del Cares. Sigue su avance el Cares pasando por la aldea de Cordiñanes de Valdeón (43 hab.) hasta llegar a Caín de Valdeón (58 hab.), donde el valle se estrangula y encajona dando inicio del verdadero desfiladero o garganta del Cares.
En el tramo de la garganta, de unos 12 km, el Cares cruza el límite entre León y Asturias (municipio de Cabrales) y finaliza al llegar al puente de Poncebos —a apenas un centenar de metros de haber recibido por la derecha al corto río Bulnes, que nace a más de 2000 m de altitud al píe del mítico Picu Urriellu— donde recibe al río Duje (18 km), procedente de Sotres y que nace en los puertos de Áliva. En esta zona el Cares, acompañado ya por la carretera  AS-264, está embalsado en la pequeña presa de Poncebos construida en la estrecha hoz de la Rumiada. Sigue luego en un valle todavía muy encajonado en dirección NE y tras atravesar la canal Negra llega a la localidad de Arenas de Cabrales, donde el valle se abre. Aquí recibe por la izquierda a su principal afluente, el río Casaño (14 km). El Cares se vuelve decididamente hacia el oeste, ya paralelo a las estructuras geológicas de la zona, y vuelve a encajonarse entre altas paredes calizas. Pasa por la pequeña localidad de Mildón y entra en el municipio de Peñamellera Alta, encajándose un poco más hasta Trescares, donde recibe al río Jana. El valle se abre algo hasta alcanzar Mier y llegar a una nueva presa poco después de Niserias, donde recibe las aguas del río Besnes que llega de la sierra del Cuera. Tras rodear por el norte en una amplia curva la airosa pica de Peñamellera (763 m) entra en el municipio de Peñamellera Baja donde el valle se abre ya decididamente; tras pasar cerca de Bores y Rodriguero y de dejar atrás Abandames entrega sus aguas al río Deva. El Deva, que pasa entre Siejo y Panes, recorre una amplia vega hasta desembocar a unos 10 km en Tinamayor en el mar Cantábrico.

### La garganta del Cares
El río Cares al atravesar el macizo de los Picos de Europa, ha tallado un profundo desfiladero de unos 12 km de longitud, con paredes muy verticales e importantes desniveles. El Cares divide está parte del corazón de los Picos en dos macizos: en la parte occidental, el macizo Occidental o del Cornión y en la oriental, el macizo Central o de los Urrieles. En este tramo el río sigue primero una dirección norte y luego, poco después de la mitad del tramo, vira al este siguiendo el murallón de Amuesa. Ambas vertientes del desfiladero están coronadas por importantes picos: en la vertiente del Cornión se asoman directamente, siguiendo el río aguas abajo, Los Cabritos (2030 m), La Robliza (2227 m), Peña Blanca (2204 m), Verdilluenga (2129 m),Cuvicente (2014 m), Jultayu (1940 m), Cabeza Verde (1720 m), Cabeza Llambria (1654 m), Jascal (1724 m), Cabezo Llorosos (1792 m) y Cuetón (1612 m); y en la vertiente de los Urrieles, la torre del Friero (2445 m), la torre del Llambrión (2642 m), la torre del Peñalba (2424 m), la torre de la Celada (2470 m), Torrecerredo (2648 m), Collado Cerredo () y peña Maín (1605 m).
Son muchas las canales —«valles estrechos muy pendientes y encajonados entre paredes de roca»— que descienden desde ambas vertientes hasta el fondo del desfiladero, todas ellas surcadas por caminos tradicionales que recorrían habitualmente los pastores, hoy muy abandonados y en algunos casos impracticables. Salvan desniveles muy importantes en muy poco recorrido (en general entre 1000-2000 m) con fortísimas pendientes que cruzan peligrosas praderas herbosas si están húmedas, pedreros y pasos aéreos.
- en la vertiente del Cornión, están las canales de Mesones —que desde Caín permite acceder a los puertos de Cuba—,  la de Las Hojas —que lleva desde Caín al Jultayu—, la canal de Trea —la más concurrida de todas, que desde el puente de Bolín salva unos 1200 m hasta alcanzar la majada de Ario—, las de Culiembro y de la Raya —que permiten acceder a la majada de Ostón y a la vega Maor— y la de la Bobia —que desde Poncebos pasa por Camarmeña y alcanza la majada de Ondón—;

- en la vertiente de los Urrieles, en el tramo Posada-Caín, están las canales de Asotín —que permite acceder a la vega de Liordes— y la de Moeños —que permite llegar hasta las puertas de Moeño y de ahí hasta el hoyo Grande, un gran circo que permite acceder a alguna de las grandes cumbres del macizo, torre de la Celada, torre de la Palanca, torre del Llambrión, Tesorero, Bermeja, Torrecerredo y Cabrones —; y en el tramo Caín-Poncebos, la canal de Dobresengos —que salva 2000 m nuevamente hasta el hoyo Grande—, las canales de Piedra Bellida (desde el puenta La Vieya), de Sabugo y de Estorez —que llevan las tres a los puertos de Amuesa— y  la canal del Tejo, la entrada más fácil e importante a los Urrieles siguiendo el estrecho desfiladero del río Bulnes.

## Ruta del Cares

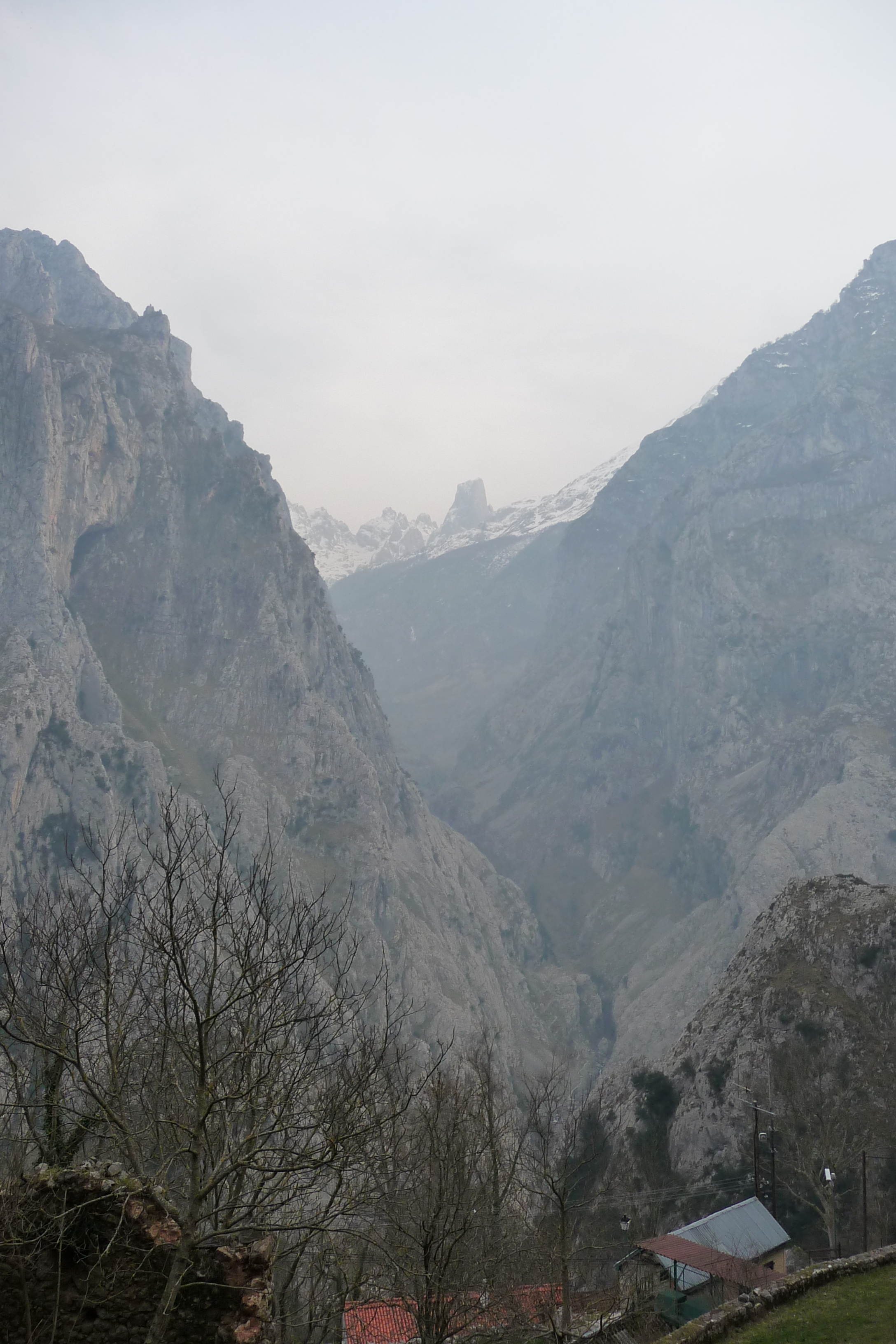
El Naranjo de Bulnes (picu Urriellu, 2519 m), desde Camarmeña

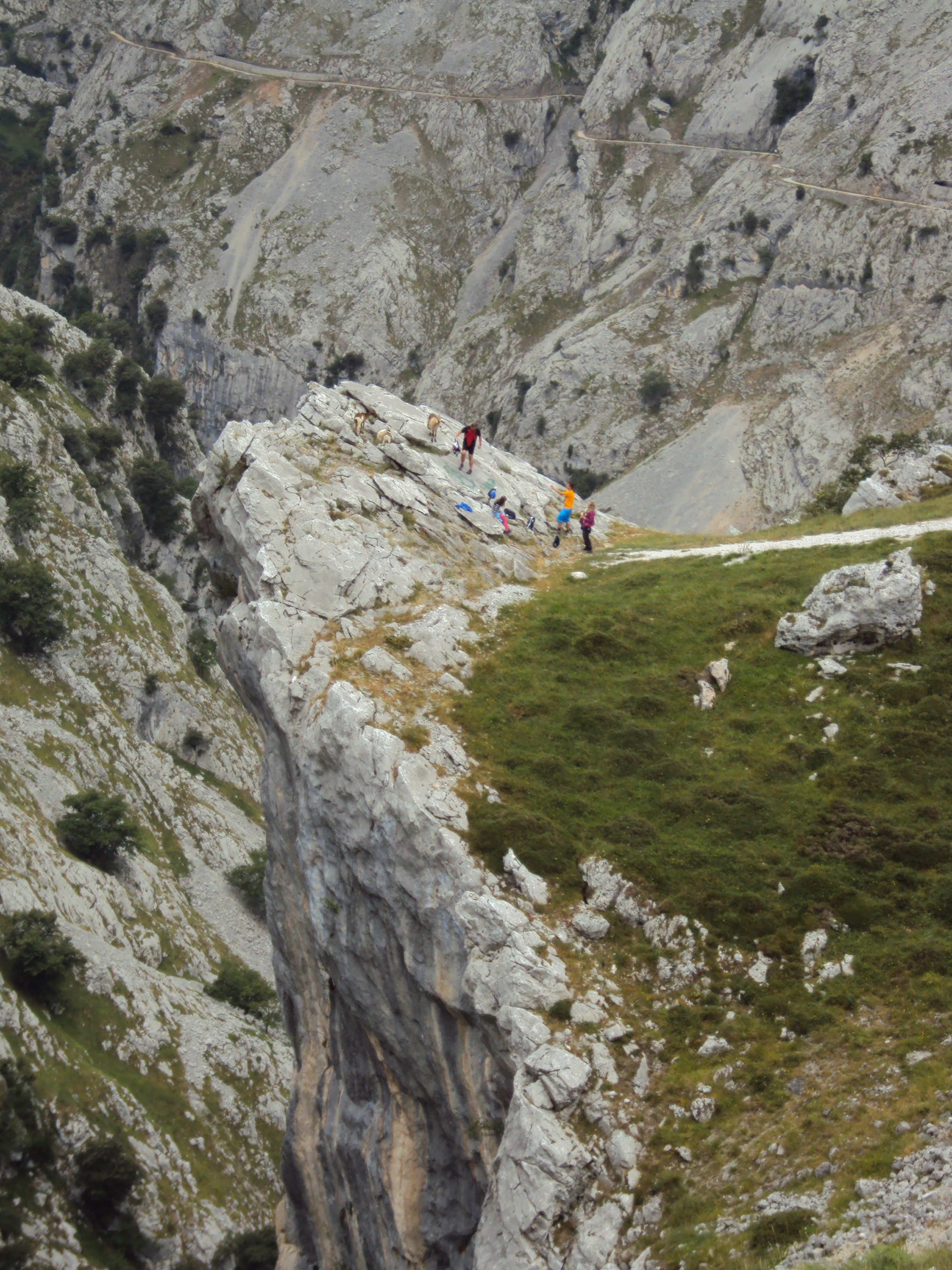
Precipicio en Los Collados

La ruta puede abordarse desde ambos extremos, ya que a ambos se accede por carretera. A la pequeña localidad de Poncebos, inicio de la parte asturiana, se llega por una buena carretera que se toma en la AS-114 en Arenas de Cabrales. En el puente de Poncebos, inicio de la ruta, también está el aparcamiento y acceso al funicular de Bulnes, inaugurado en 2001. También desde el puente de Poncebos se accede, por un desvío a la izquierda que franquea el río Cares por el puente de la Jaya, a otro sendero pedestre de gran belleza paisajística que remonta la canal del Tejo siguiendo el río Bulnes hasta el pueblecito de Bulnes, uno de los pocos pueblos asturianos que no tiene acceso rodado. Desde Bulnes se puede continuar hasta el Naranjo de Bulnes, una de las cumbres más altas de los Picos Europa y sitio mítico para los aficionados al alpinismo. También desde Poncebos se accede por una corta, tortuosa y peligrosa carretera de montaña de 2,3 km al pequeño pueblo de Camarmeña, asomado 235 m por encima de  Poncebos, y  único paraje de la garganta del Cares desde donde se puede contemplar el Naranjo, en un mirador expresamente diseñado para su observación. En la parte inicial de la ruta asturiana hay varios restaurantes y hoteles.
Y en el otro extremo, al pequeño pueblo de montaña de Caín, antes muy aislado e inicio de la parte leonesa, se accede en automóvil desde la carretera descendente desde Portilla de la Reina y el puerto de Pandetrave (1562 m s. n. m.) —o, con más dificultad, a través de los puertos  Pontón (1280 m s. n. m.) y de Panderrueda (1450 m s. n. m.)— que se desciende hasta Posada de Valdeón; luego por una estrecha carretera que dominando el río Cares llega hasta Caín, donde también hay varios restaurantes y hoteles.
La ruta se realiza habitualmente en un trayecto de ida y vuelta en el mismo día, en un doble recorrido de unos 12 kilómetros y con una duración de 6-8 horas de caminata dependiendo de la marcha del senderista. Una caminata a buen ritmo permite hacer la ruta Poncebos-Caín en 2 horas y media. La ruta puede abordarse desde ambos extremos, siendo la más frecuente la de Poncebos-Caín, ya que Poncebos está mejor comunicado con la cornisa cantábrica; los que acceden desde León suelen realizarla en sentido inverso, Caín-Poncebos. La primera opción es además la menos exigente físicamente, ya que el tramo más duro está al inicio, cuando las fuerzas aun están intactas (el ascenso a Los Collados de vuelta, se llama burlonamente La Puntilla). Si el trayecto se realiza únicamente en un sentido, suele preferirse la opción completa de Posada-Poncebos, de unos 21 km siempre descendente siguiendo el río.

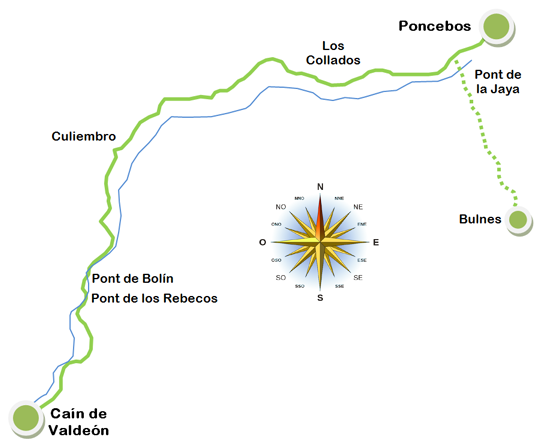
Recorrido de la ruta
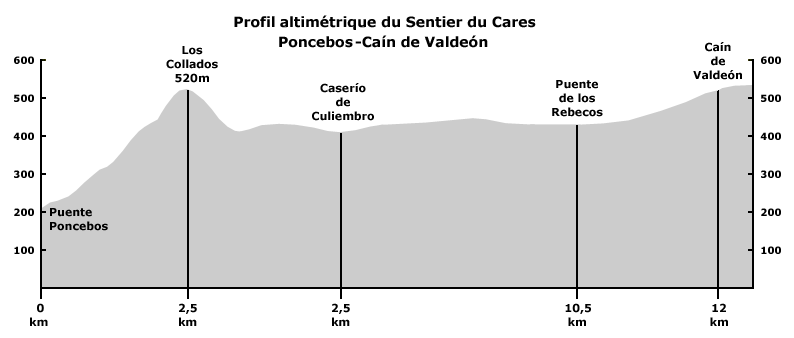
Perfil longitudinal de  la ruta

### Recorrido norte-sur: Poncebos-Caín
La ruta del Cares comienza, dejando el río a la izquierda y siguiéndolo aguas arriba, con un tramo en fuerte pendiente en dirección casi oeste que en unos 2 km supera un desnivel de unos 300 m hasta llegar a un pequeño alto llamado Los Collados (o Collaos) —una pequeña pradera donde se encuentran las ruinas de un antiguo aprisco— lo que le permite ganar altitud rápidamente en relación con el río, que discurre por el fondo del desfiladero. Los Collados, ubicado a 520 m s. n. m., es el punto más alto de la ruta Poncebos-Caín. y el lugar donde el sendero discurre más elevado sobre el río, al que se asoma en un impresionante precipicio de más de 150 m. En este mismo punto comienza una pequeña vereda que serpentea por la ladera derecha por un pedrero que asciende al cercano cueto Corral y a las praderas de Pregüeles y que sigue hasta la pequeña majada de Ondón, a la que también se puede llegar subiendo la canal de la Bobia desde la aldea de Camarmeña.
En este primer tramo hay una variante que evita la primera cuesta de los Collados y que discurre por el fondo del valle, muy próxima al río; luego se debe remontar por una sinuosa senda a través de un incómodo pedrero para unirse al camino principal pasado Los Collaos.
La ruta del Cares, después de un rápido descenso con un desnivel de 100 m —donde se incorpora la senda de la variante que llega del fondo del desfiladero—, adopta una pendiente ascendente casi constante, mucho más suave y gradual—hasta que vuelve al final a tener la misma altitud que el río, ya en las afueras de Caín— discurriendo por la misma ladera, en muchos tramos literalmente excavada en la pared vertical del desfiladero, siguiedo de cerca el trazado del canal, unas veces por encima y otras por debajo, a veces en el mismo lado de la senda, abierto.
Al llegar a la Viña, donde arranca la canal de Raya, el río gira hacia el sur, y alcanza al poco la llamada pradería de Culiembro en la que hay dos edificios anteriormente habitados, el Llano de la Sota y el caserío de la Viña. Aquí la ruta cruza uno de los recorridos tradicionales que unían los dos macizos aprovechando el puente de la Vieya, que se ve en el fondo del desfiladero, y que permitía ir desde la vega de Liordes a los puertos de Amuesa —bajando por la canal de Culiembro y subiendo, en la otra margen,  por el pando Culiembro hasta alcanzar la canal de Piedra Bellida eso si, dos empinadísimas canales que salvan un desnivel de unos 1000-1300 m; la parte de la canal que asciende a Amuesa está casi perdida, aunque el puente puede cruzarse ya que está en bastante buen estado—.
En el punto medio, se puede observar en el fondo del valle el surgimiento de un río subterráneo con un caudal muy sostenido.
Sigue el camino por la misma mano pasando por Las Párvulas y Las Armaduras hasta llegar a la canal de la Trea, donde salta mediante el puente de Bolín (anteriormente llamado puente de Trea) a la otra ladera. Al poco, cambia de nuevo de vertiente por el puente de los Rebecos (antes se usaba el de Trascámara, ahora abandonado). A partir de aquí la garganta es tan estrecha que ha debido excavarse totalmente en la roca en una serie de túneles que llevan la conducción del agua por la parte occidental, con amplias oquedades que a modo de ventanas permiten recorrerlo sin el uso de linternas. Se sale del desfiladero casi a la altura de la pequeña presa que regula el agua que alimenta el canal de alimentación, en el punto de su inicio. Tras cruzar el río una vez más por la coronación de la presa, se sale finalmente al ya amplio valle de Valdeón, rodeado por majestuosas montañas, con un fondo con amplias praderías mucho más llano y verde. Para acceder al pequeño pueblo rural de Caín, hoy muy orientado al turismo, habrá que cruzar por última vez el Cares, esta vez por una plataforma de hormigón sobre vigas metálicas. Caín dispone también de varios restaurantes y algunos hostales y casas rurales. También tiene un supermercado.

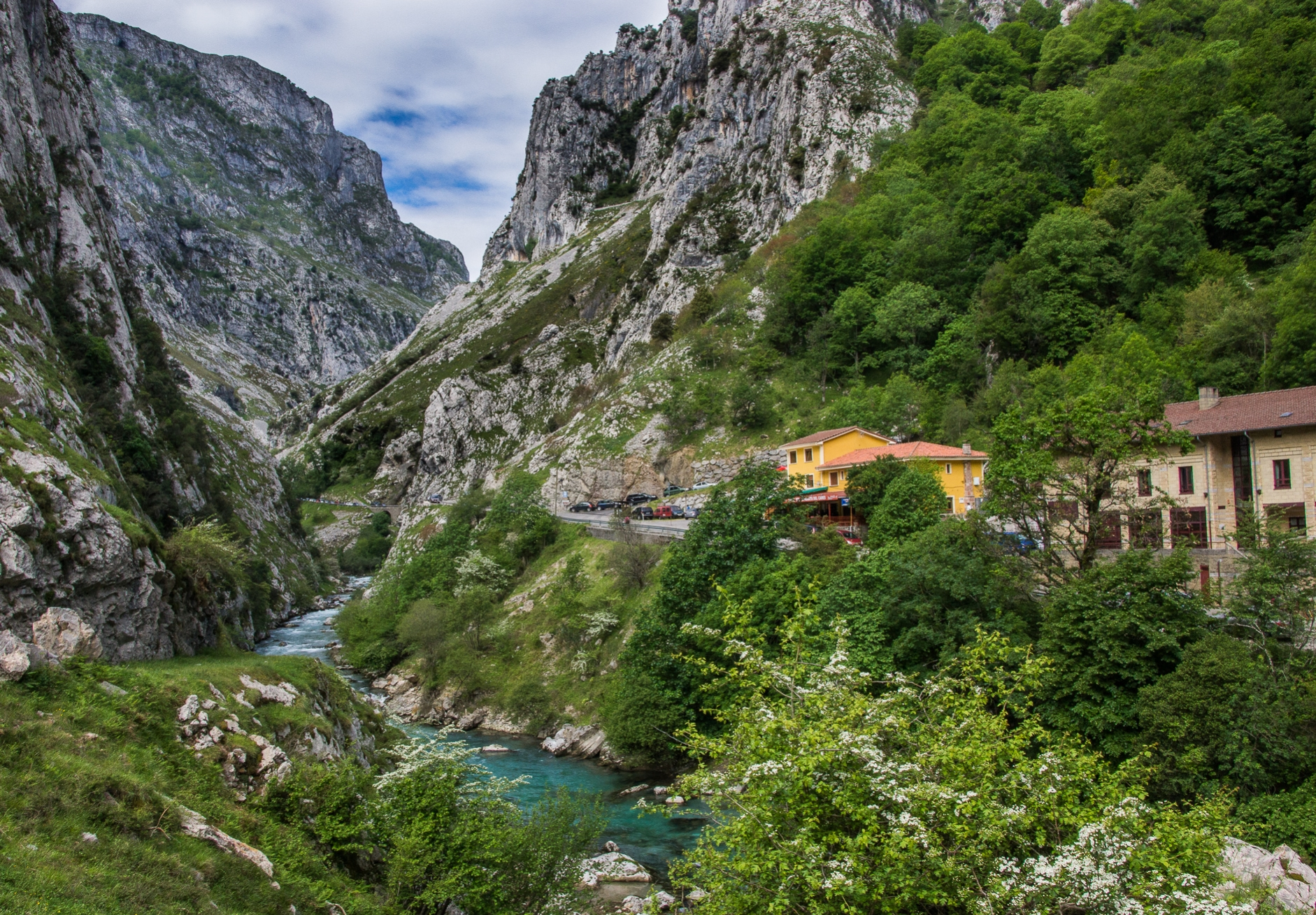
Vista de Poncebos, donde comienza la parte asturiana de la ruta del Cares
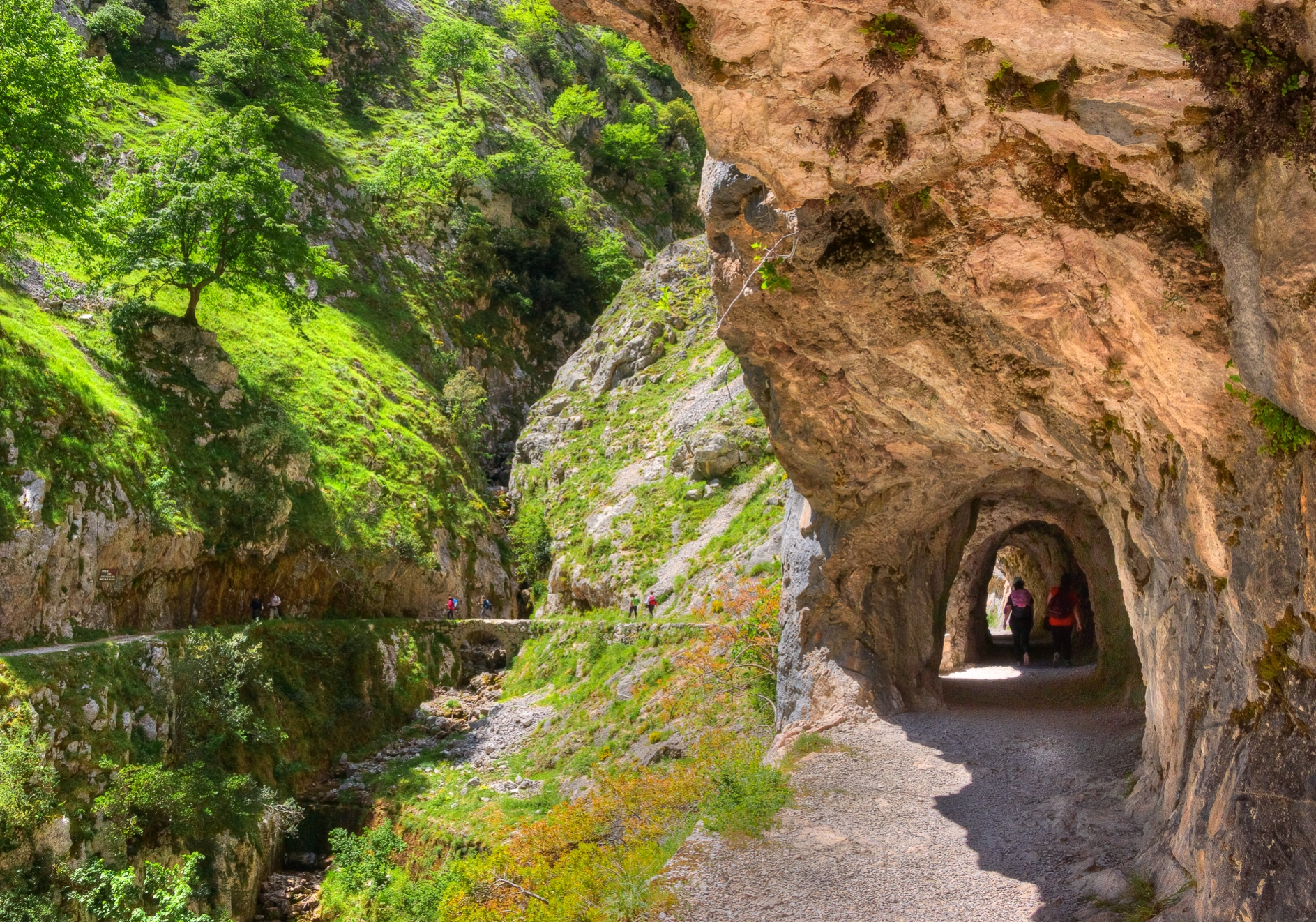
Túneles y puente de piedra sobre una de las riegas que descienden por las empinadas laderas
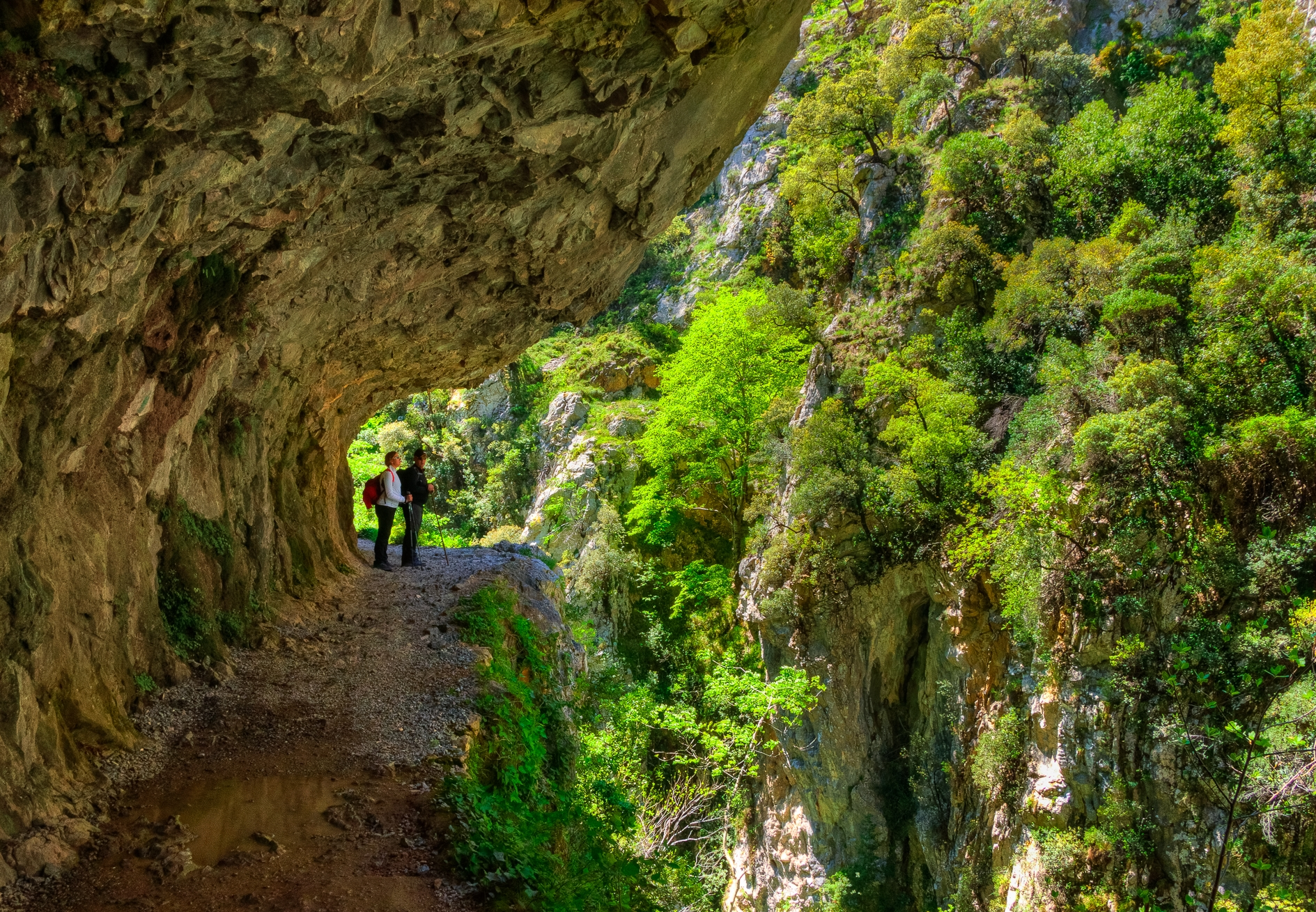
El sendero tallado en la pared vertical

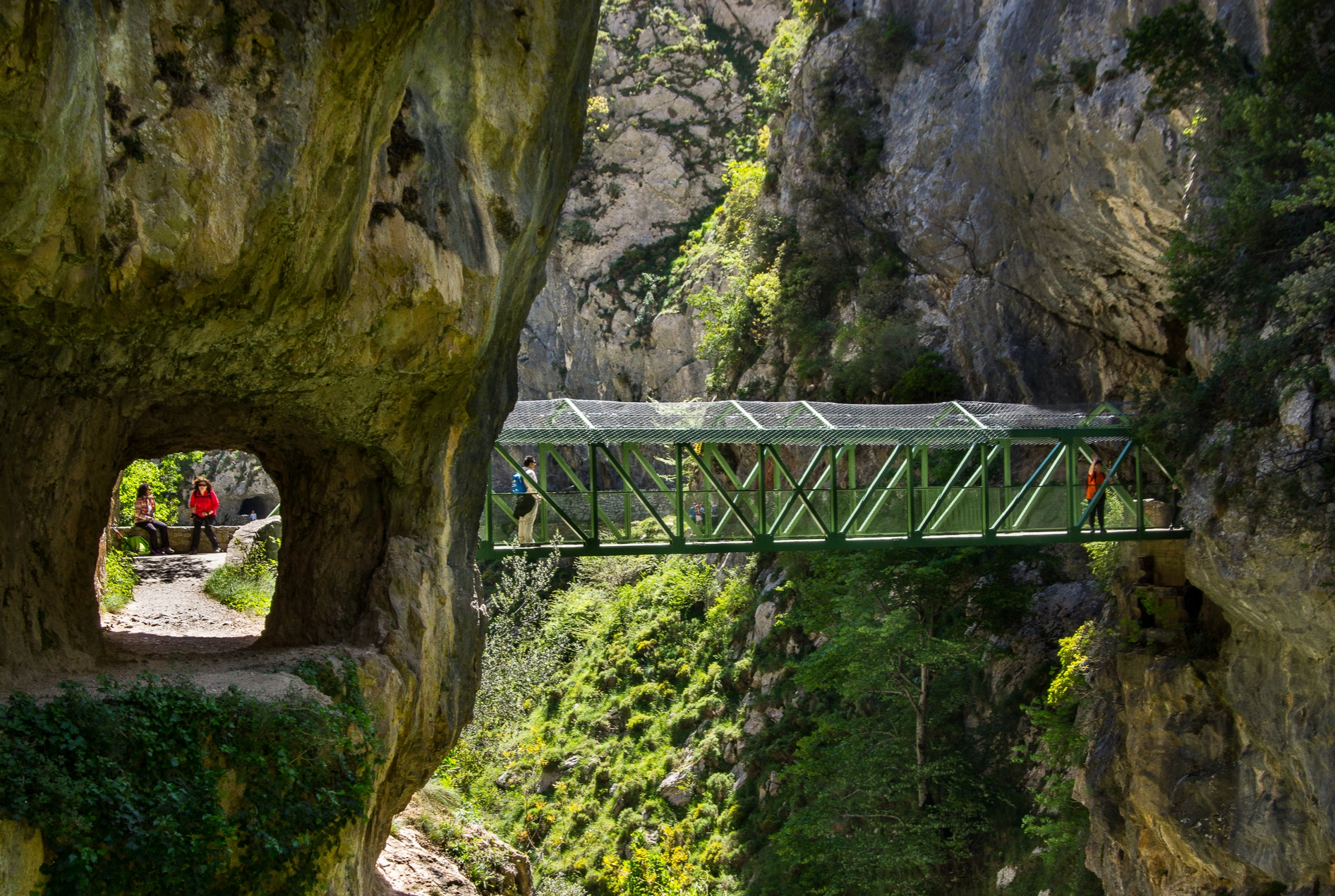
Túnel y puente de los Rebecos, en la sección más estrecha del desfiladero
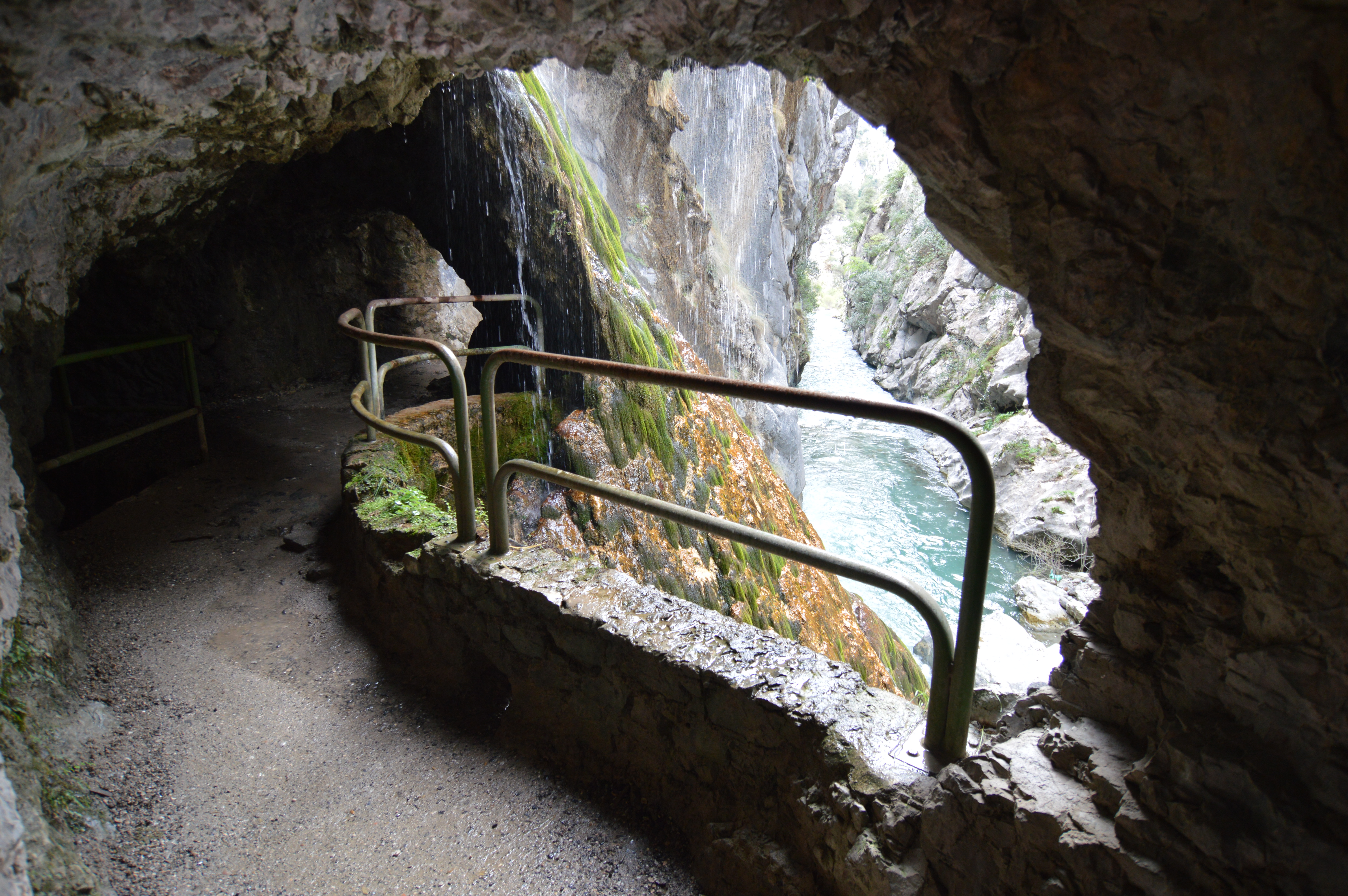
El Cares y los túneles próximos a Caín
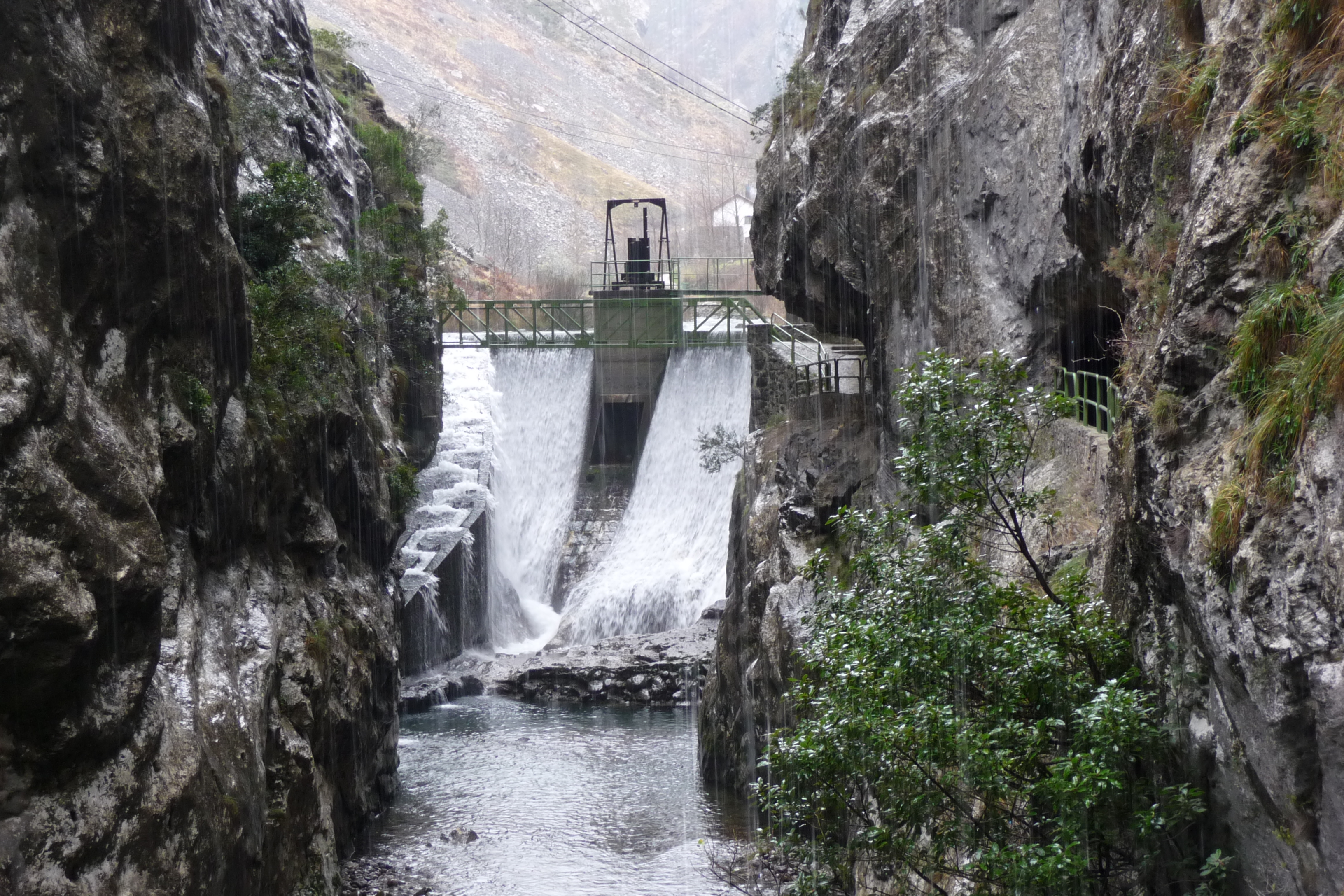
La presa del embalse de Caín, por la que cruza la senda, y en la margen derecha, el tramo excavado final de la senda
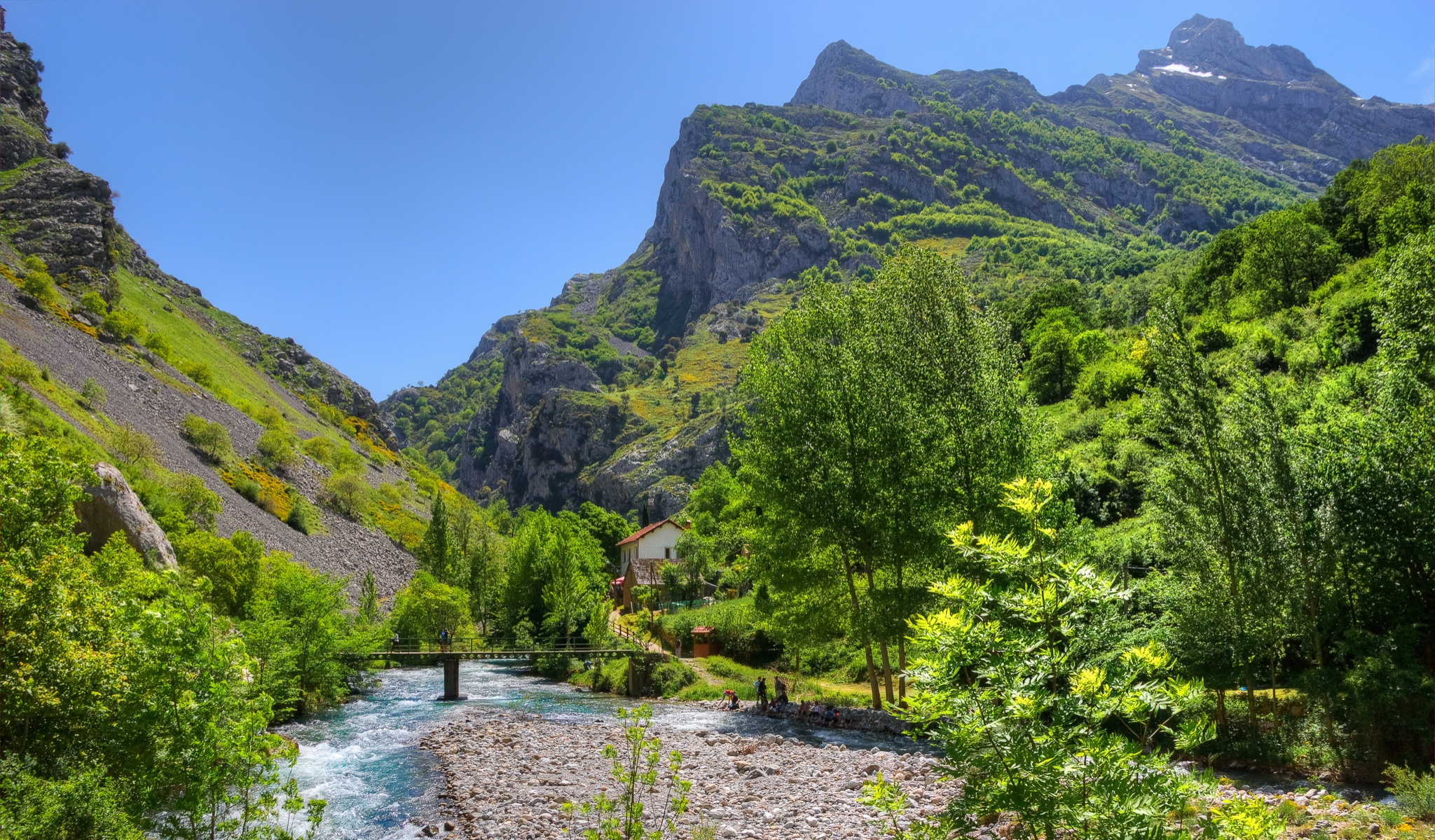
La llegada, en la parte ancha del valle donde está Caín; para llegar al pueblo se cruza este último puente.

### Recorrido sur-norte: Valdeón-Poncebos
Para recorrer la senda del Cares en la otra dirección (en la misma dirección que el río, en dirección sur-norte, aguas abajo y en dirección hacia el mar), suele comenzarse en Posada de Valdeón, un pueblo antaño muy aislado de la montaña leonesa. Este tramo está cayendo en el olvido, ya que el actual acceso rodado a Caín ha supuesto ocupar parte de su traza. Son varios los tramos en que se debe circular por la estrecha carretera —uno, el más encajonado, de casi 2 km de longitud— aunque se conservan partes del antiguo camino de extraordinaria belleza y que permiten experimentar mejor la transición de un amplio valle de montaña que se va estrechando gradualmente pasando por hermosas praderías y majadas hasta acabar encajonado. Se pasa por la pequeña localidad de Cordinañes y se puede ver el mirador del Tombo de la Pandiella (erigido en 1964 en memoria del montañero Julián Delgado Úbeda), el Chorco de los Lobos —un complejo dispositivo para apresar lobos en el que trabajaban conjuntamente todos los habitantes del valle— y la surgencia de la Jarda casi llegando a Caín.

## Práctica del senderismo

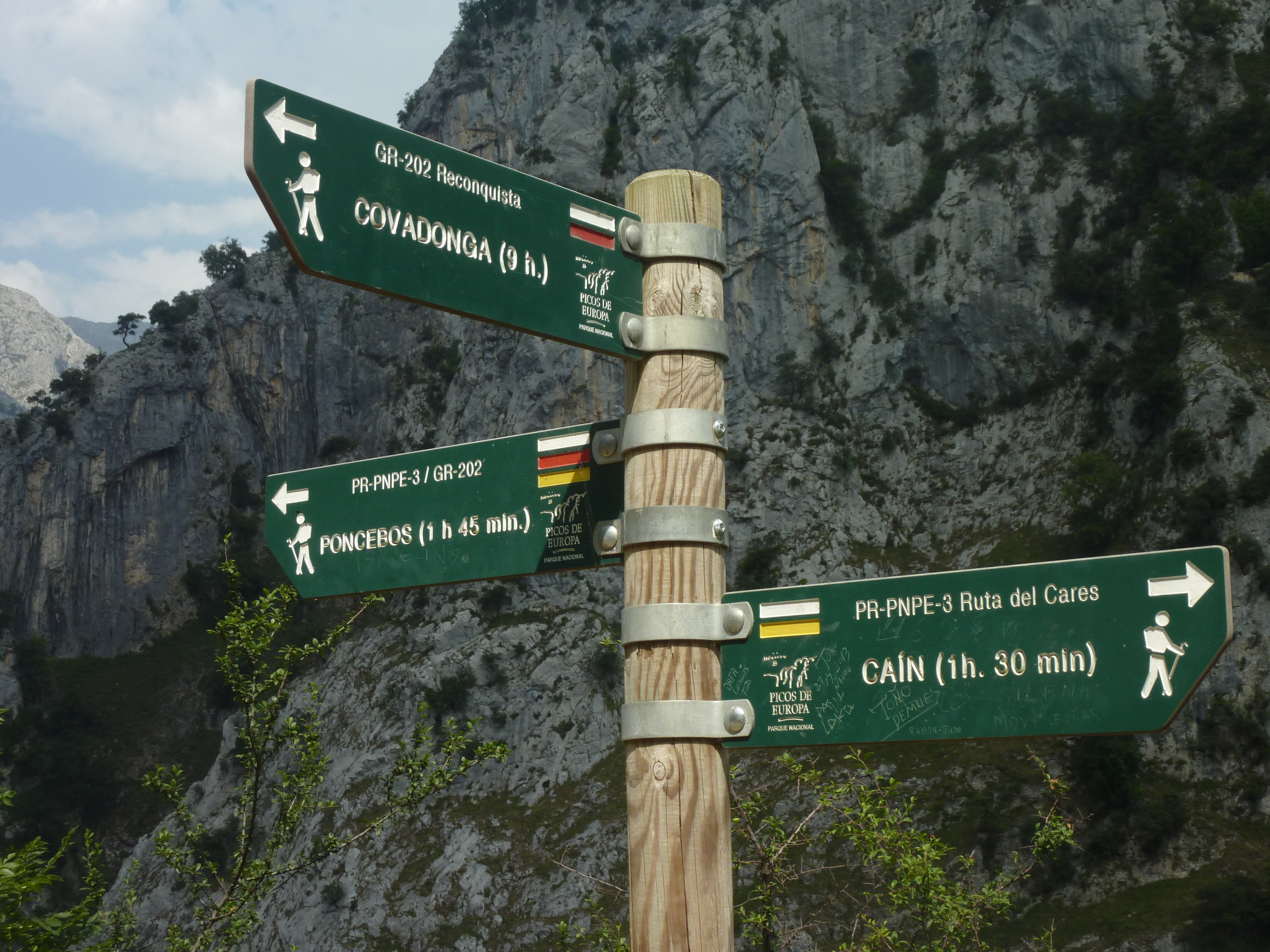
Poste de señalización del PR/GR

La salida del puente de Poncebos está a 260 m sobre el nivel del mar, y el desnivel acumulado a salvar hasta alcanzar Caín es de +450 m. La longitud del tramo Poncebos-Caín es de 12 km, además de que se pueden recorrer otros 9 km adicionales desde Caín hasta Posada de Valdeón.
- Señalización. La ruta de Cares está señalizada y forma parte de la red de senderos regionales bajo las referencias PR-PNPE 3 (parque nacional de los Picos de Europa) y GR 202 en la mitad de la ruta. Las balizas de color correspondientes son barras horizontales amarillas. El sendero también cuenta con varios paneles divulgativos sobre la historia de la construcción del canal y del propio sendero.[9]

- Precauciones. El sendero no tiene ninguna dificultad técnica particular, pero requiere un mínimo de entrenamiento para caminar un día entero. La escasez de vegetación lo convierte en un lugar árido y muy caluroso en verano. No hay un punto de reposo durante la caminata (ningún pueblo ni puesto de ayuda), por lo que es recomendable llevar comida y agua. Los rescates de montaña en esta área estrecha, empinada y extremadamente inaccesible pueden ser lentos y complicados según sea la meteorología. Esta área de montaña a menudo está cubierta por la niebla, incluso en verano, lo que arruina la caminata al enmascarar los espectaculares picos altos.

## Geología

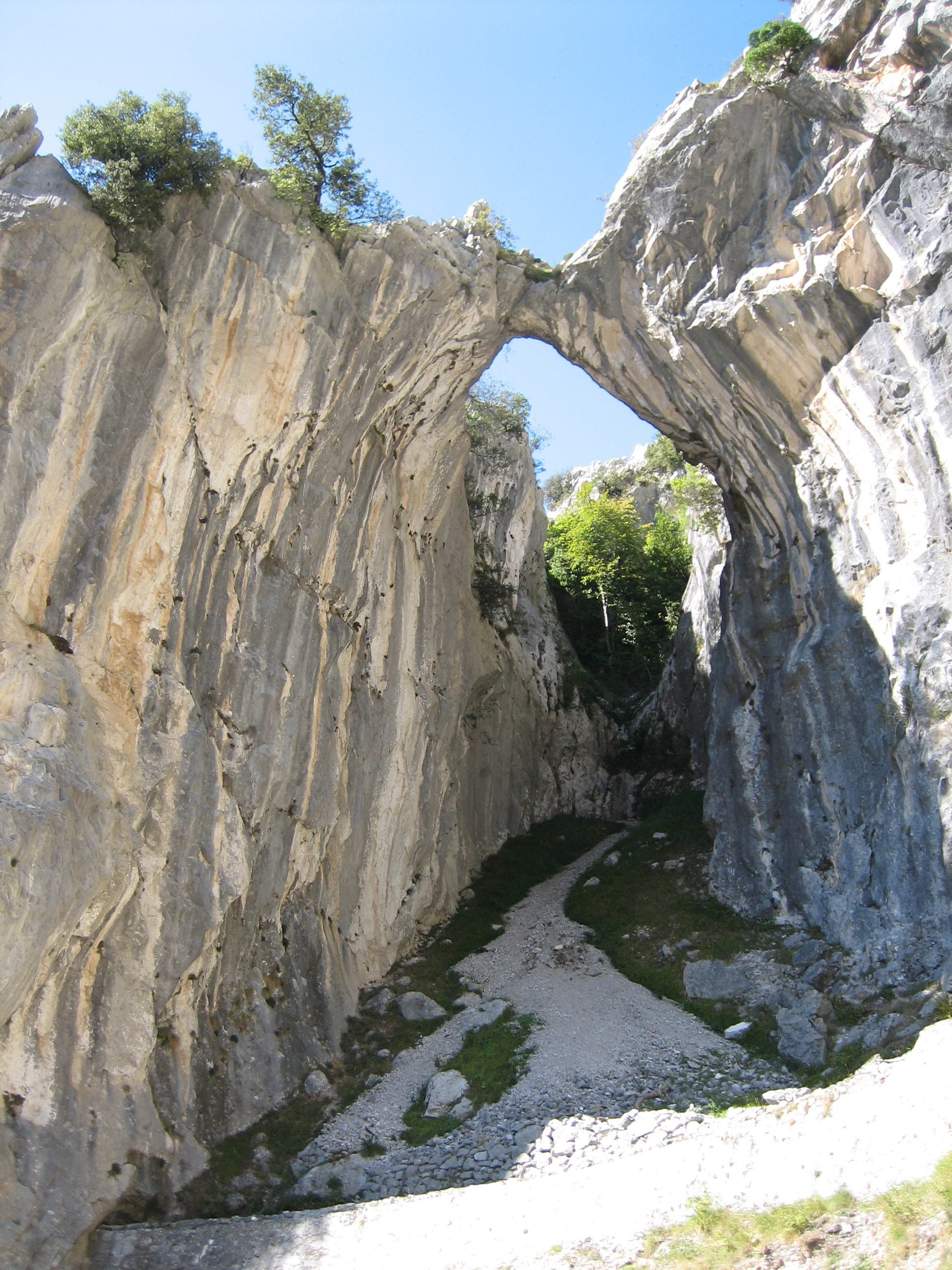
Arco natural

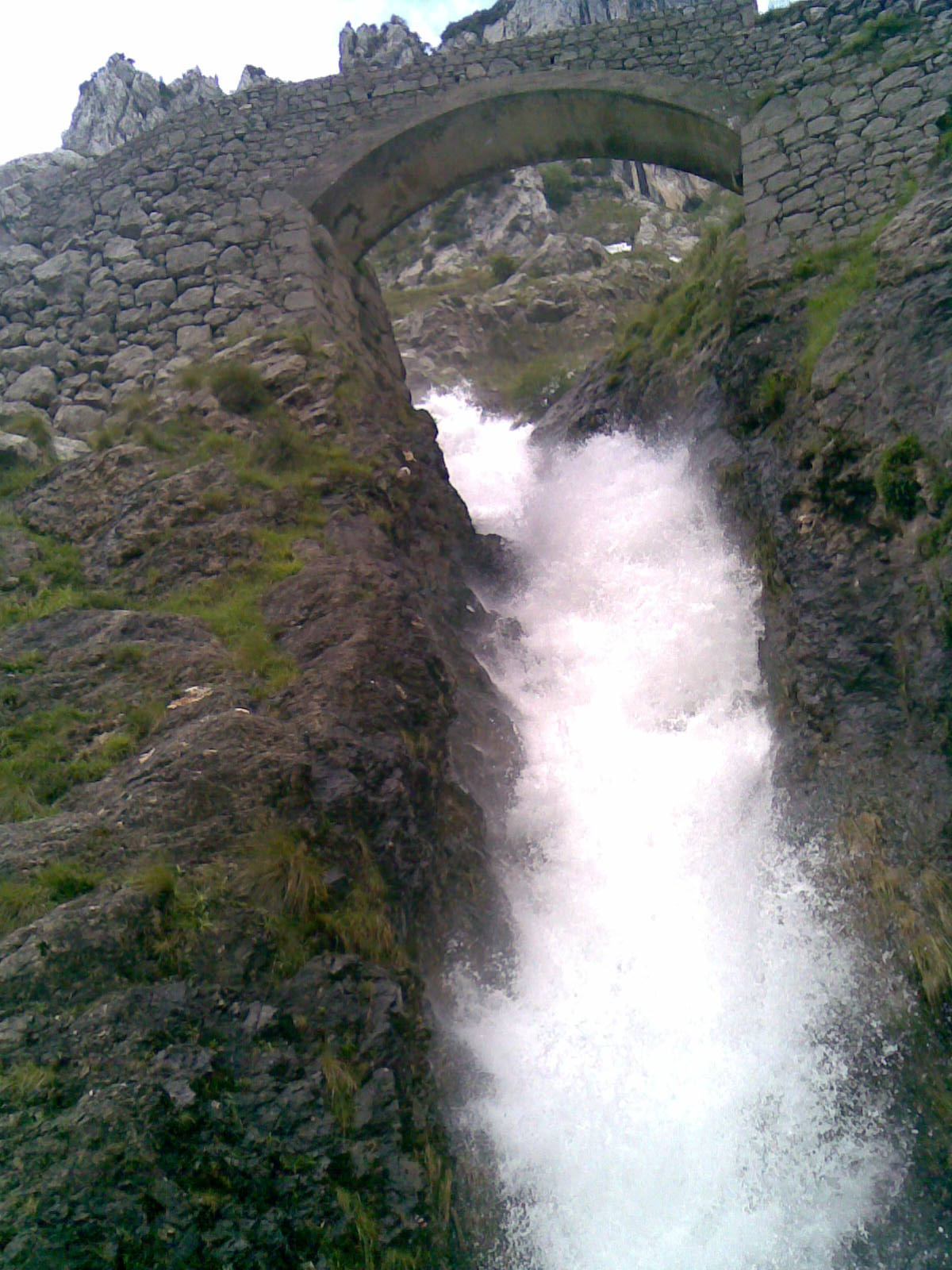
Riega al salir de Poncebos

La roca en la que se abre el desfiladero del Cares está compuesta de piedra caliza gris, en la que hay multitud de oquedades, algunas de ellas antiguamente aprovechadas para refugio del ganado lanar y caprino que pasta por el lugar.
Hay algunas curiosidades geológicas en el trayecto: poco después de Los Collados, un bloque megalítico coronado por un ramo vegetal cuya base está casi comida parece estar en una posición de equilibrio inestable. Más adelante, a mitad de la ruta, el camino pasa al lado de un arco natural de la montaña.

## Fauna
En el camino es posible ver algún ejemplar de rebeco, así como rebaños de cabras pastando en los rincones más inverosímiles, colgadas de las paredes verticales. Hay que tener precaución si se pasa por debajo de ellas, ya que pueden desprender alguna piedra o roca. También es frecuentado por el corzo, el venado, el jabalí, la ardilla o el zorro. Entre las aves destaca el buitre leonado, el águila real y la perdiz, además de muchas otras especies animales de menor tamaño, roedores y reptiles. 

## El canal

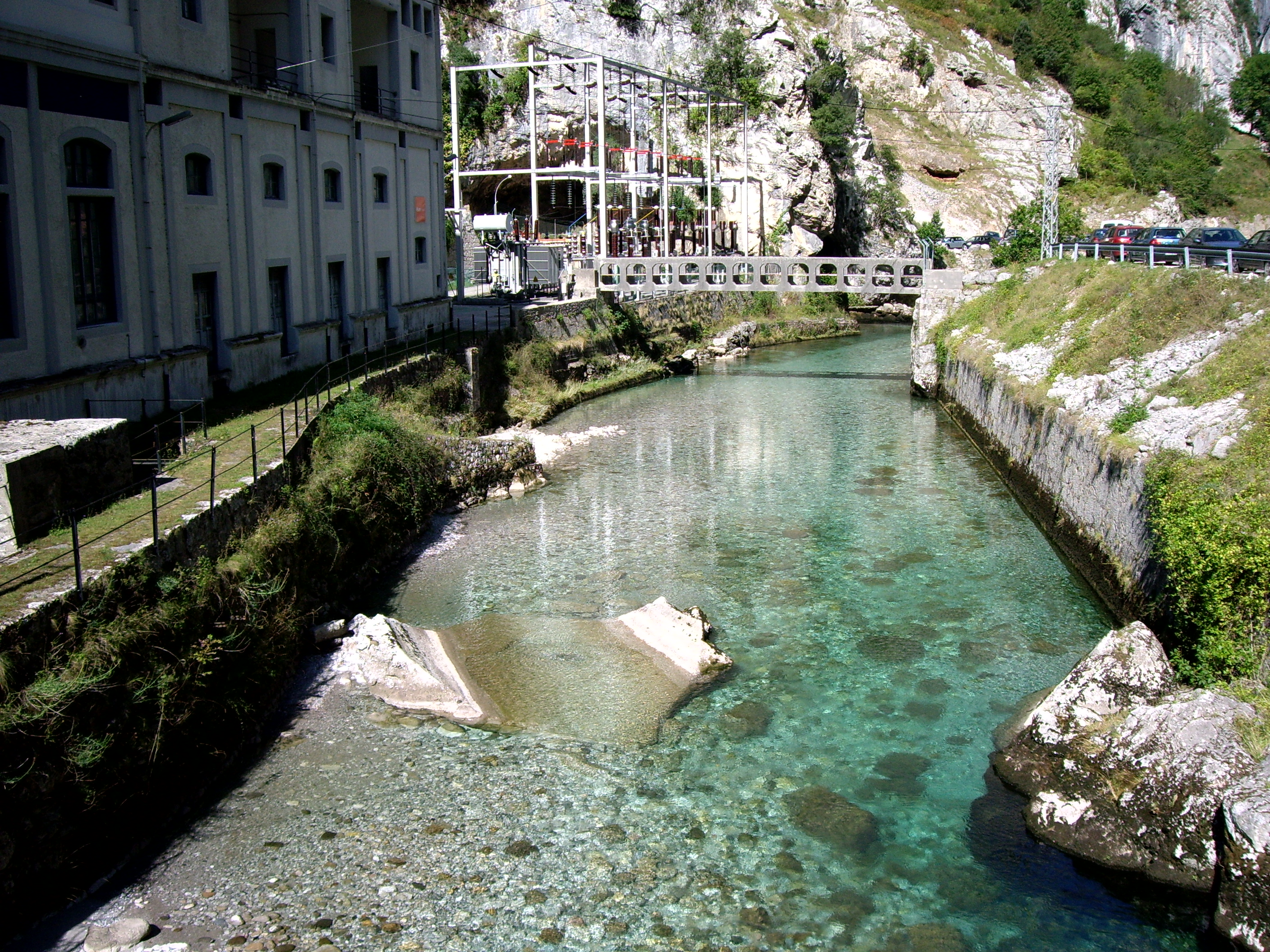
La central hidroeléctrica de Poncebos

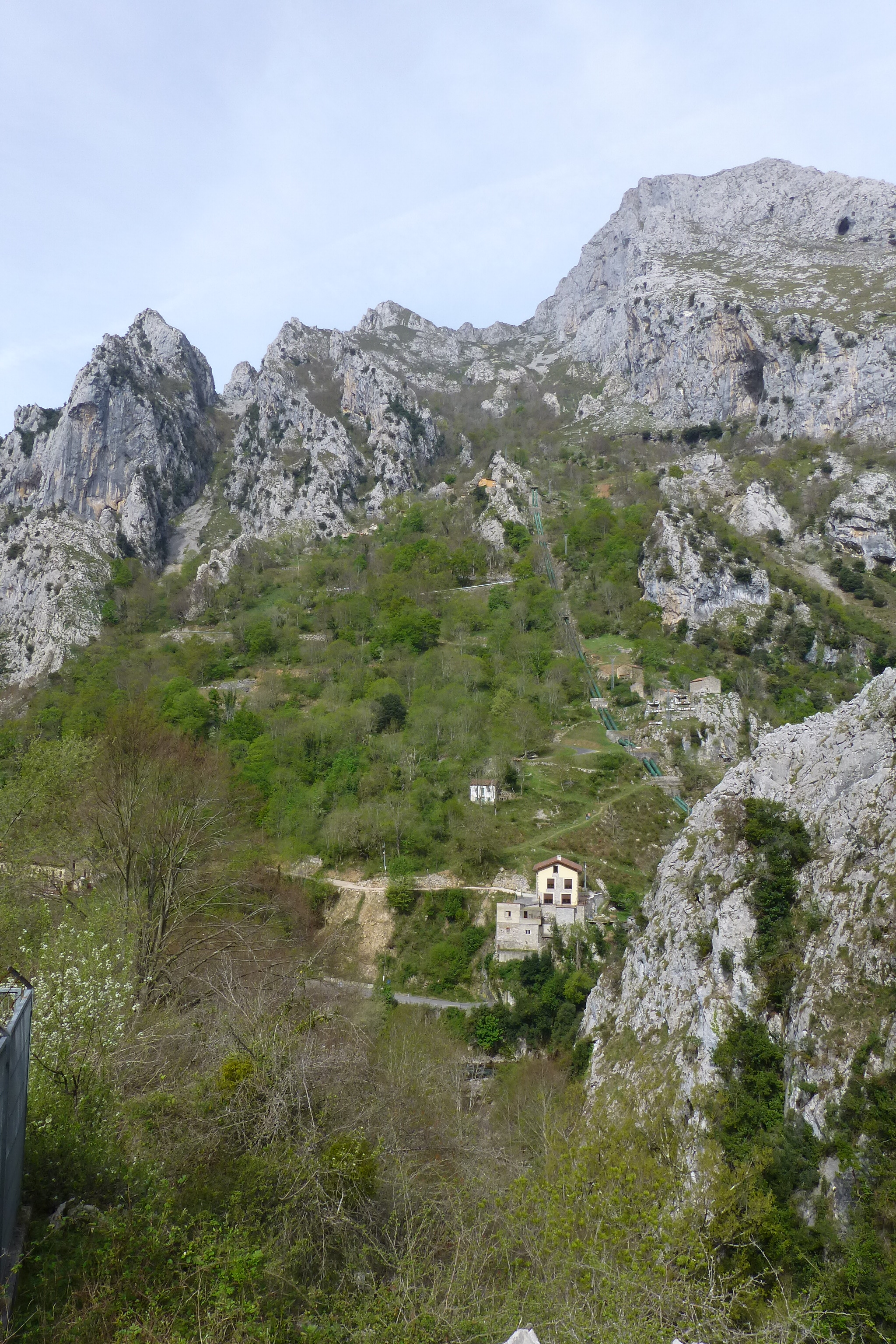
El salto de la central desde Camarmeña

El canal de alimentación de la central hidroeléctrica Camarmeña-Poncebos fue una obra titánica para los limitados recursos técnicos de los constructores a principios del siglo XX. Discurre excavado en la montaña en largos túneles en la mayor parte del trayecto, ya sean completamente excavados en la roca viva ya este a veces protegido con una cubierta abovedada de piedra, también a veces visible en cortos tramos, o a veces simplemente expuesto en forma de "ventanas de alivio" talladas en la roca —que también sirvieron para sacar el material excavado—. Con un ancho que varía de uno a 3 m y con una profundidad de un metro. Comienza en Caín a la salida de un pequeño embalse de agua con compuertas de regulación y tiene compuertas intermedias en ciertos puntos del camino. Después de un recorrido con muy leve pendiente del 1‰ , alcanza el pueblo de Camarmeña, que domina Poncebos, y cae 230 m por una doble tubería  con una pendiente muy empinada en las turbinas de la central eléctrica de Poncebos, ubicada en el fondo del valle, un poco más allá de donde comienza/acaba la ruta del Cares. El agua turbinada en Poncebos vuelve a ser canalizada y entubada para volver a utilizarse en el central de Valdelabarca, aguas abajo de Arenas de Cabrales.
Construido por la Sociedad Electra del Viesgo, el canal del Cares cruza 71 túneles de una altura media de unos 2,5 m  y requirió el trabajo de 500 obreros  durante 9 años, de 1915 a 1924. La roca fue excavada a mano con herramientas simples, a base de mazas y punterolas y solamente se utilizó compresor en los túneles de los Collados. Los trabajadores de la época habían establecido rudimentarios teleféricos manuales que les permitían transportar hombres y materiales de un lado a otro del valle. Luego dispusieron los primeros puentes de madera que sobrevolaban el fondo del valle hasta 60 m por encima. Actualmente, el puente de Bolín y el puente de los Rebecos son puentes de celosía metálica.
De 1945 a 1950, el canal se sometió a importantes obras de renovación, durante las que se amplió el camino para facilitar el mantenimiento. Fue entonces cuando se construyeron los sólidos muros de piedra de contención que soportan algunas secciones del actual camino para nivelarlo, de varios metros de altura.

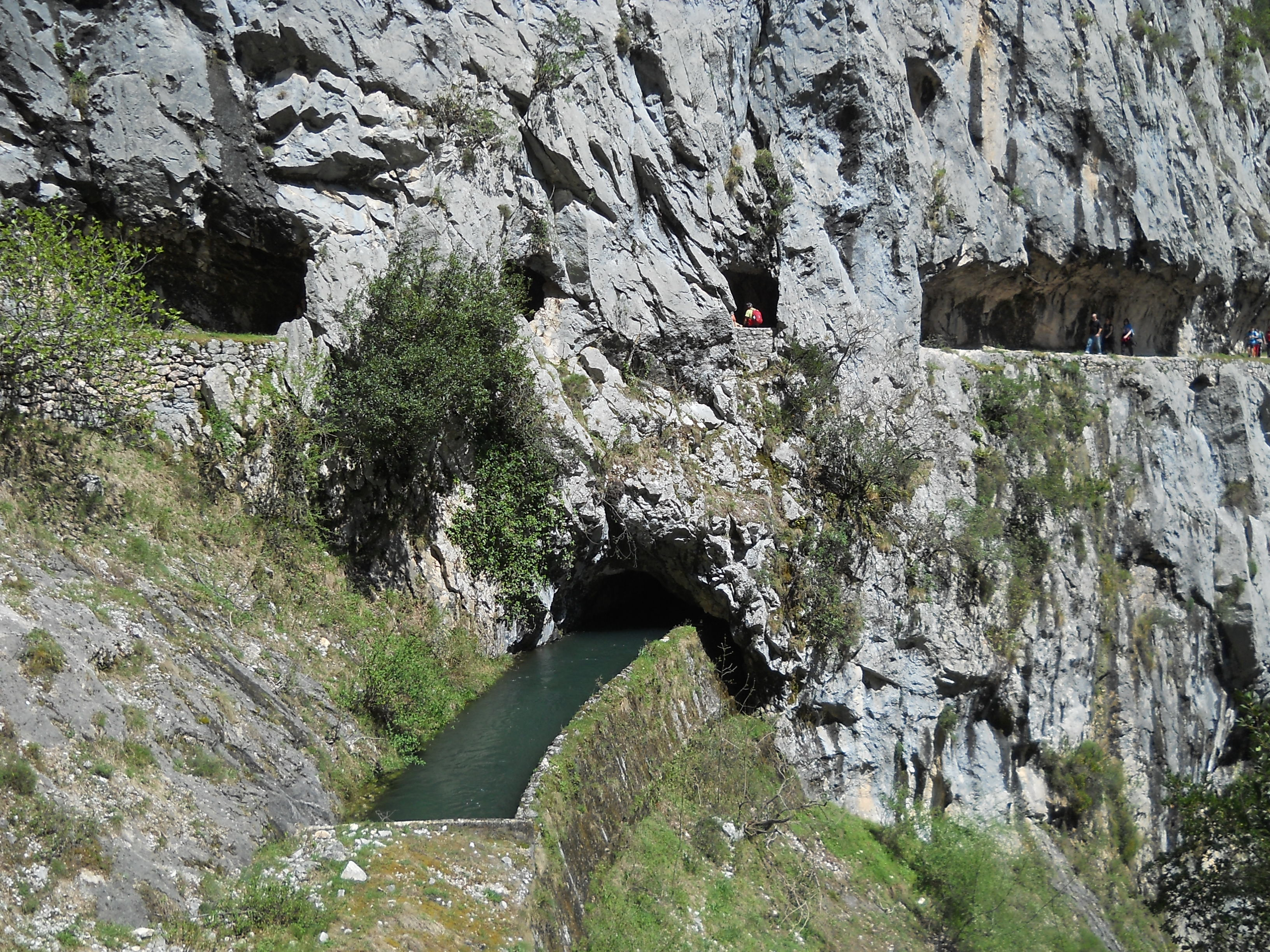
Cruce entre el canal y el camino del Cares
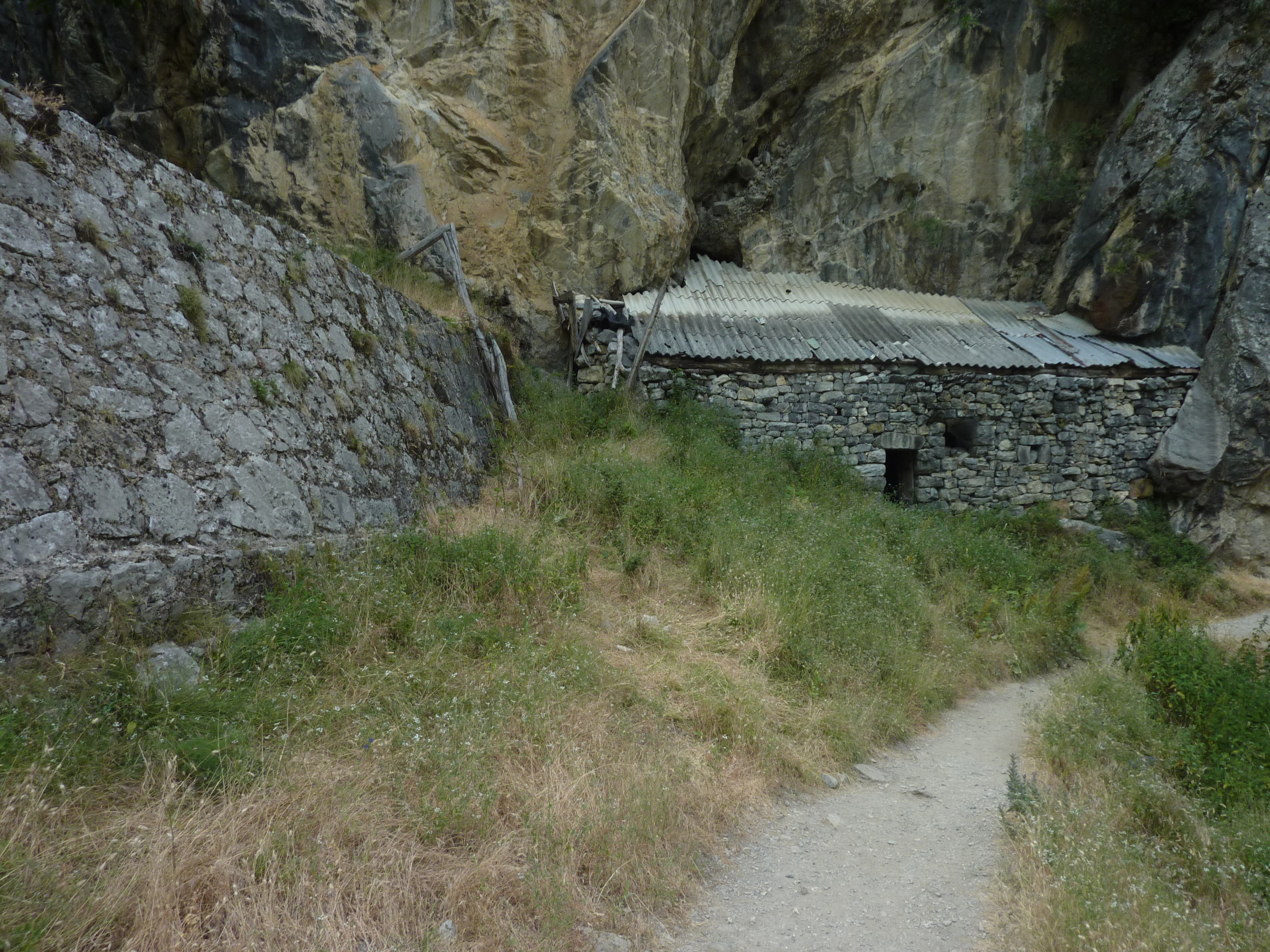
Antiguo barracón de los obreros al lado del canal del Cares
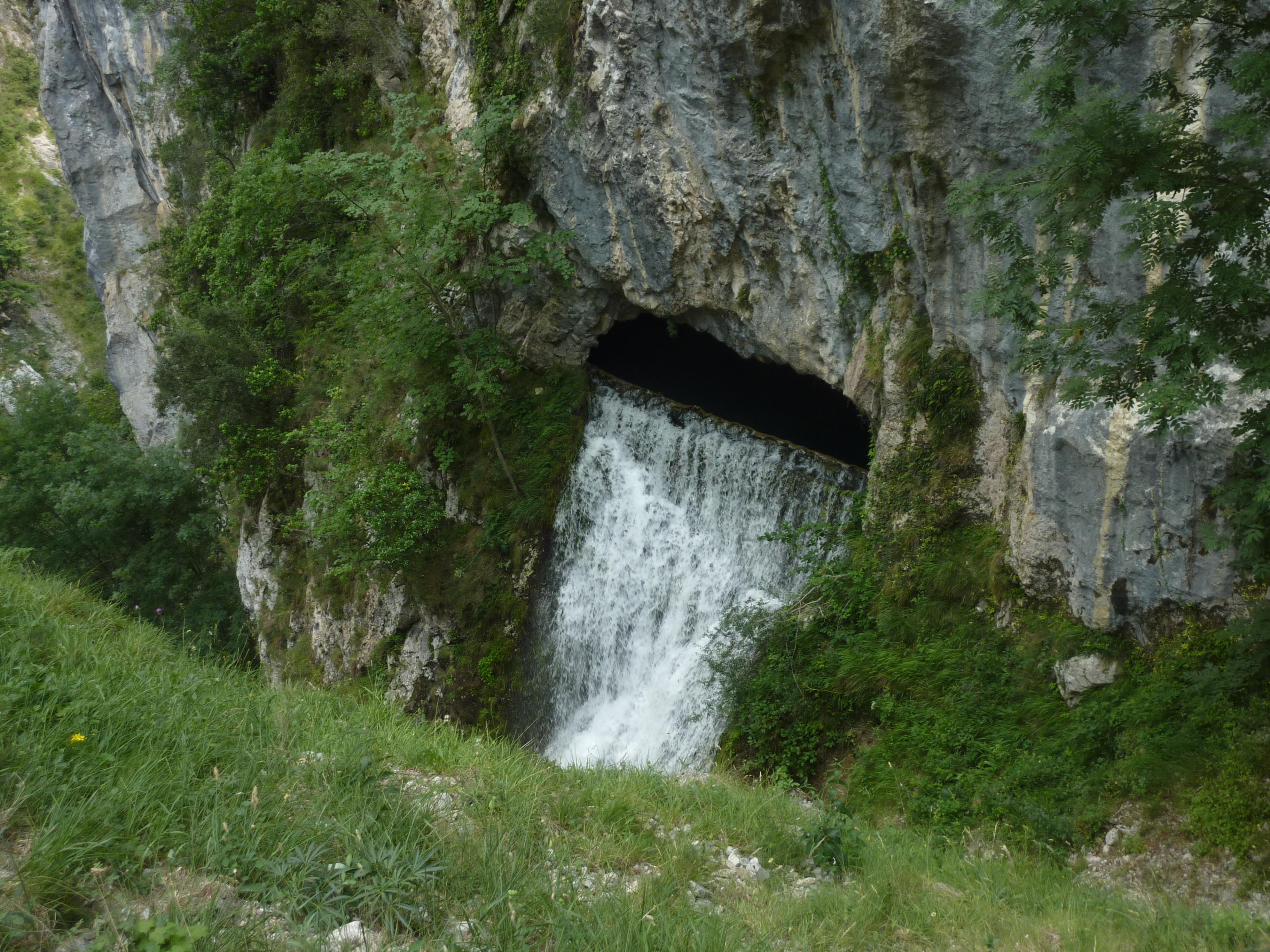
Ventana de alivio del canal
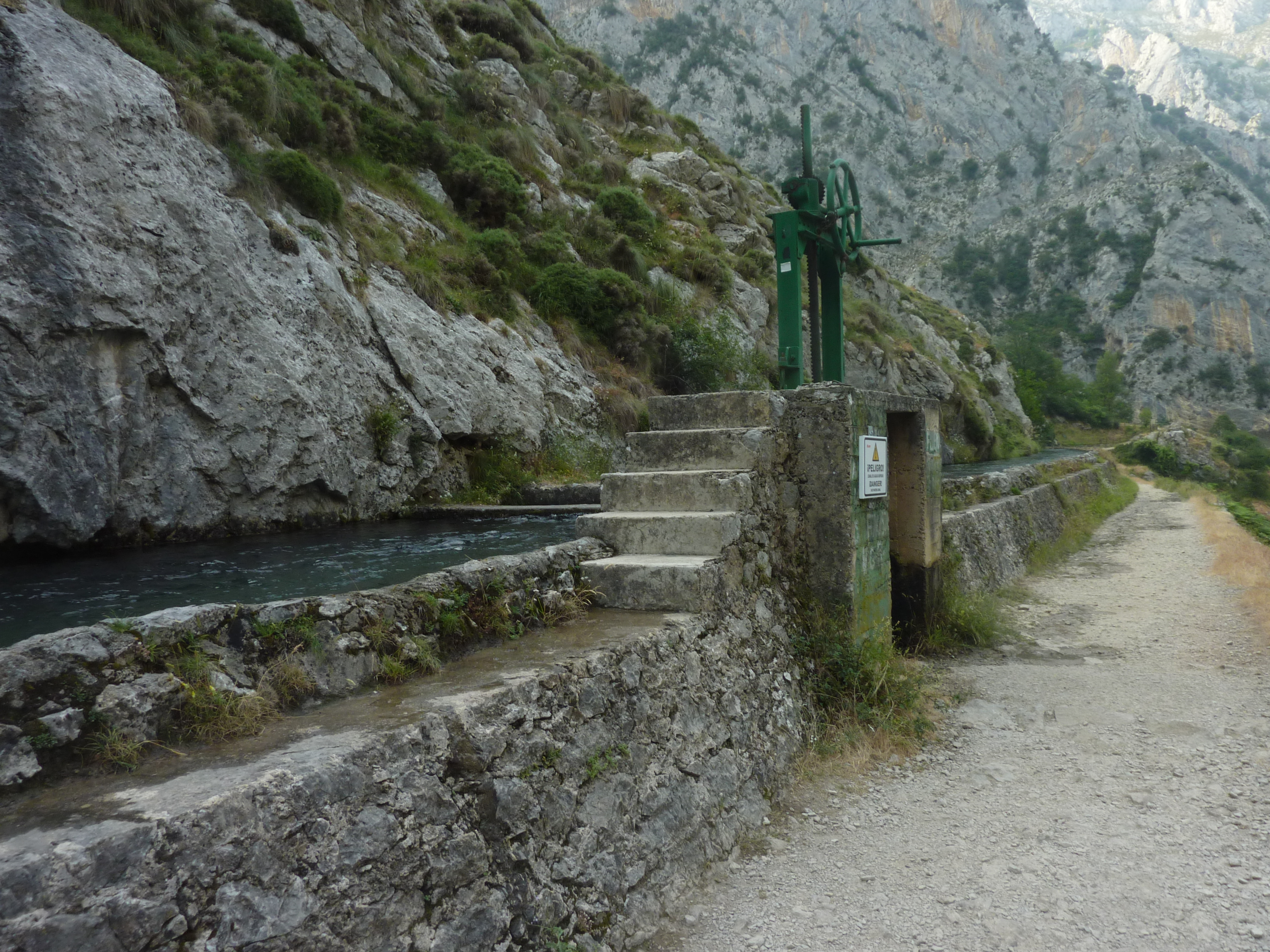
Compuerta de alivio del canal